# Ористано (провинция)
Ориста́но (итал. Provincia di Oristano, сард. Provìntzia de Aristanis) — провинция в автономоном регионе Сардиния, Италия. Площадь провинции — 2990,45 км², население  — 168 270 человек.
Занимает западную часть острова Сардиния. Столицей провинции является город Ористано.
Образована 28 августа 1974 года, состоит из 87 муниципалитетов.
Экономика Ористано основана в основном на сфере услуг, сельском хозяйстве, туризме и небольших отраслях промышленности.

## История
Ористано ранее был известен византийцами как Аристанис (на византийском греческом : Αριστάνις) и основан недалеко от древнего финикийского поселения Отока (ныне Санта-Джуста ). Он приобрёл известность в 1070 году, когда в результате частых нападений сарацин архиепископ Торкоторио сделал его резиденцией епископства, которое ранее находилось в соседнем прибрежном городе Таррос. Он также стал столицей Сардинского королевства. Из-за этого, для Ористано были спроектированы укрепления для защиты от любых нападений, но их строительство продолжалось до прихода к власти правителя Мариано II. 

## Основные муниципалитеты
Самые большие по количеству жителей муниципалитеты (ISTAT):
- Ористано — 32.618 жителей.
- Терральба — 10.346 жителей.
- Кабрас — 9.041 житель.
- Боза — 8.081 житель.
- Маррубью — 5.049 жителей.
- Санта-Джуста — 4.801 житель.
- Гиларца — 4.723 жителя.
- Могоро — 4.585 жителей.
- Арбореа — 3.976 жителей.
- Самугео — 3.322 жителя.
- Урас — 3.031 житель.
- Кульери — 3.028 жителей.
- Аббазанта — 2.883 жителя.
- Сан-Николо-д'Арчидано — 2.880 жителей.
- Санту-Луссурджу — 2.530 жителей.
- Сан-Веро-Милис — 2.521 житель.
- Соларусса — 2.509 жителей.